# Babussalam (Teluk Dalam)
Babussalam is een bestuurslaag in het regentschap Simeulue van de provincie Atjeh, Indonesië. Babussalam telt 458 inwoners (volkstelling 2010).